# Ергенският запой: Част III
„Ергенският запой: Част III“ (на английски: The Hangover Part III) е американска комедия от 2013 г. на режисьора Тод Филипс. Сценарият е на Тод Филипс и Крейг Мейзин. Главните роли се изпълняват от Брадли Купър, Ед Хелмс, Зак Галифианакис, Джъстин Барта и Кен Джонг. В този филм Фил, Стю и Дъг се опитват да помогнат на Алън, който преминава през лична криза. Нещата обаче излизат извън контрол, защото започват да ги преследват последиците от първия филм.